# ووهیپنو (فنریوه است)
ووهیپنو (به لاتین: Vohipeno) یک منطقهٔ مسکونی در ماداگاسکار است که در آنالانجیروفو واقع شده‌است. ووهیپنو ۳۶٬۰۰۰ نفر جمعیت دارد و ۱۳۱ متر بالاتر از سطح دریا واقع شده‌است.